# Daniel Seiter

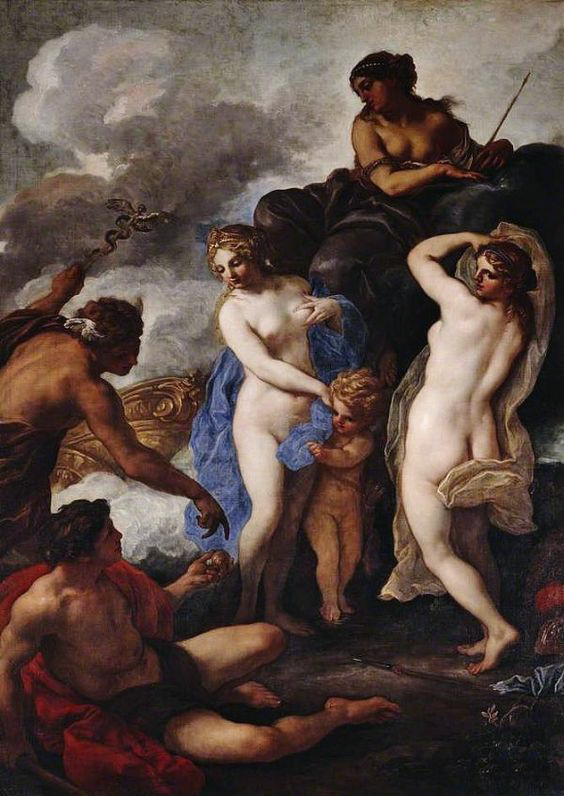
Het oordeel van Paris (Daniel Seiter)

Daniel Seiter (Wenen, 6/8 juni 1647 – Turijn, 2 november 1705) was een Oostenrijks-Italiaans kunstschilder, gespecialiseerd in historiestukken.
Hij werd geboren in een familie van cartografen en goudsmeden uit Augsburg. Zijn vader heette Martin Seiter en en zijn moeder Veronika Shanternell. In 1682 trouwde hij met Angela Giannini, de dochter van een boekverkoper, met wie hij twee zonen kreeg.
Seiter werd aanvankelijk opgeleid tot vestingingenieur en begon zijn militaire loopbaan als page van veldmaarschalk graaf Raimondo Montecuccoli. Na een duel verliet hij echter het leger en vluchtte naar Venetië, waar hij schilderkunst studeerde bij Johann Carl Loth. Zijn carrière bracht hem naar verschillende Italiaanse steden, waaronder Verona, Milaan, Florence en Rome. In Florence werkte hij voor Cosimo III de' Medici. In Rome werd hij lid van de Bentvueghels en kreeg de bentnaam "Avondster". In 1688 vestigde Seiter zich in Turijn, waar hij in 1695 hoofd werd van de Academie van St. Lucas en in 1696 hofschilder van hertog Victor Amadeus II van Sardinië. Hij bleef tot aan zijn dood actief in Turijn en werd begraven in de kerk Santissima Trinità.
Seiter leerde tekenen en schilderen van Johann Carl Loth en Carlo Maratta, en was op zijn beurt leraar van Hans Martijn.
Zijn naam werd ook geschreven als Daniel Seuter, Saiter, Syder, Soiter, Daniele il Cavaliere of Daniele Fiammingo. 
- Auckland Art Gallery Toi o Tāmaki: 1003
- Bibliothèque nationale de France: cb149592915 (data)
- Gemeinsame Normdatei: 119509113
- International Standard Name Identifier: 0000 0001 1659 9343
- KulturNav: 11864c94-641a-47d4-a266-6f52f5ac5455
- Library of Congress Control Number: nr98040131
- Nationale Bibliotheek van Tsjechië: mub2013767528
- RKD-Nederlands Instituut voor Kunstgeschiedenis: 71852
- Système universitaire de documentation: 069409501
- Union List of Artist Names: 500016732
- Virtual International Authority File: 64819106
- WorldCat: E39PBJdctY9CxfVXdVKGDpM3wC